# Martin McGuinness
James Martin Pacelli McGuinness (iriska: Máirtín Mag Aonghusa), född 23 maj 1950 i Derry, död 21 mars 2017 på samma plats, var en nordirländsk republikansk politiker, ledamot av brittiska underhuset, och tidigare IRA-ledare. Han var Nordirlands biträdande försteminister (en post som är jämställd med försteminister, ungefär en delad regeringschefspost) från 8 maj 2007 fram till sin död.
Han var ledamot för Sinn Féin för valkretsen Mid Ulster sedan 1997. I likhet med andra företrädare för Sinn Féin intog han inte sin plats i underhuset i London och vägrade svära trohetsed till den brittiska kronan. 
Han var också ledamot av Northern Ireland Assembly sedan 1998, och hade posten som skolminister i Nordirlands regering mellan 1999 och 2002. Efter St Andrews Agreement och valet i Nordirland 2007 nominerade Sinn Féin honom till vice försteminister i Nordirland. Ian Paisley blev nominerad av DUP till försteminister. Den 8 maj 2007 återfick Nordirland sitt självstyre med egen regering (Northern Ireland Executive) och McGuinness installerades som vice försteminister.

## Anslutning till IRA efter diskriminering
McGuinness var med i försvaret av Bogside under Slaget om Bogside.
McGuinness anslöt sig till IRA omkring 1970 vid 20 års ålder, efter att den våldsamma konflikten i Nordirland ("the Troubles") hade brutit ut. Han sökte ett arbete men när arbetsgivaren fick veta att han var katolik tog jobbintervjun slut vilket skapade en vilja att engagera sig politiskt.
I november 2003 bekräftade han inför undersökningen om Den blodiga söndagen att han hade haft näst högsta befälet i Provisoriska IRA i Derry 1972, vid tiden för Den blodiga söndagen, vid 21 års ålder, men han vägrade lämna information om andra medlemmar av Provisoriska IRA. Han sa också att det fanns ingen IRA-trupp och inga vapen på demonstrationen, då 14 fredliga civila katolska deltagare i marschen för medborgerliga och mänskliga rättigheter dödades av brittiska soldater i Derry. 
Paddy Ward hävdade att han var ledare för Fianna, IRA:s ungdomsgren, i januari 1972. Han hävdade att McGuinness, som hade näst högsta befälet för IRA i staden vid den tidpunkten, och en annan anonym medlem av IRA gav honom bombdelar på morgonen den 30 januari, dagen då marschen var inplanerad. Han sade att IRA ämnade attackera platser i centrala Derry. McGuinness svarade att dessa påståenden var "fantasier" och Gerry O’Hara, en lokalpolitiker för Sinn Féin councillor i Derry, hävdade att han och inte Ward var ledaren för Fianna på den tiden. Själv befann sig McGuinness inte ens bland demonstranterna. 
Peter Lilley, en brittisk parlamentsledamot, sade i en parlamentsdebatt den 13 december 2001, med skydd av parlamentsimmuniteten, att McGuinness när han var befälhavare för IRA i Derry hade hävdat att han hade låtit döda ett dussin katolska angivare.
McGuinness förhandlade tillsammans med bland andra Gerry Adams i en IRA-delegation med ministern för Nordirland, Willie Whitelaw, 1972. Han dömdes i den irländska domstolen Special Criminal Court 1973, efter att han gripits med en bil som innehöll 113 kg sprängmedel och nästan 5 000 patroner. Han vägrade erkänna domstolen, och dömdes till sex månaders fängelse. I domstolen förklarade han att han var medlem av IRA och sade att han var mycket stolt över det.
Han valdes till en kortlivad regional församling i Nordirland 1982, och förbjöds sedan inträde i Storbritannien i enlighet med antiterrorismlagen.
I augusti 1993 var han ämne för en TV-special i två avsnitt av The Cook Report, en dokumentärserie i Central TV som presenterades av journalisten Roger Cook. I dokumentären anklagades han för fortgående inblandning i IRA-verksamhet, för att ha deltagit i ett förhör och för att ha uppmuntrat angivaren Frank Hegarty, att återvända till Derry från England. Hegartys mor Rose medverkade i programmet och berättade om telefonsamtal till McGuinness och om hur Hegarty senare blev mördad. McGuinness förnekade att hennes berättelse stämde och tog avstånd från programmet. Han hävdade att han aldrig hade varit med i IRA och att han inte hade något inflytande över IRA.
Efter att han släppts, och än en gång åtalats i Republiken Irland för medlemskap av IRA, blev han allt mer framträdande i Sinn Féin, IRA:s politiska gren. Han har haft kontakt med brittisk underrättelsetjänst och regeringen 1980. Sinn Féin säger att brittiska statsministrar har haft förhandlingar med dem på hög diplomatisk nivå sedan 1970-talet. Sinn Féin säger att detta är orsaken till ryktena att Martin skulle ha jobbat för underrättelsetjänsten och att detta inte är sant.
År 2005 hävdade Irlands justitieminister Michael McDowell att McGuinness, tillsammans med Gerry Adams och den irländske parlamentsledamoten Martin Ferris, var medlemmar av IRA:s sjumannaledning. McGuinness förnekade detta och sade att han inte längre var medlem av IRA.

## Chefsförhandlare och skolminister
McGuinness blev Sinn Féins chefsförhandlare under den period som ledde fram till långfredagsavtalet. Han blev parlamentsledamot för Mid Ulster 1997, och efter att långfredagsavtalet slutits även medlem av det regionala parlamentet i Nordirland. Han nominerades av sitt parti till en ministerpost i Nordirlands regering, där han blev skolminister. Ett kontroversiellt beslut som han fattade som skolminister var att avskaffa 11-plus-examinationen, som han själv hade misslyckats med som skolbarn. Han blev omvald till det brittiska underhuset 2001.

## Reformer
Personligen har Martin McGuinness medverkat för mänskliga och medborgerliga friheter för emigranter, homosexuella och för inrättande av irländska passkontor.

## Hot
Själv var McGuinness med sina partikollegor och familj ofta utsatta för hot. 
Exempel på mordförsök han utsatts för är följande:
Den 16 mars 1988 attackerade Ulster Defence Association-medlemmen Michael Stone begravningsföljet och kastade en granat och sköt med automatvapen mot de sörjande under begravningen av tre IRA-medlemmar. Tre personer dog och 50 skadades (de döda var Tomas Mcerlean, John Murry och Kevin Brady). Många trodde att huvudmålet var nationalistledarna Martin McGuinness och Gerry Adams men båda kom undan oskadda. Stone greps strax efteråt av polisen då han försökte fly från kyrkogården.
Den 24 november 2006 försökte Michael Stone ånyo mörda Adams och McGuinness efter att ha brutit sig in på Stormont, det nordirländska parlamentet, under pågående debatt. I Stones bil påträffades bland annat en yxa och flera spikbomber.

## Spekulationer om McGuinness som brittisk agent
Den 28 maj 2006 hävdade tidningen Sunday World på sin huvudrubrik på första sidan att "McGuinness var en brittisk spion". En tidigare agenthanterare, under pseudonymen Martin Ingram, stödde detta påstående. Han sade att McGuinness hade arbetat för MI6, den brittiska säkerhetstjänsten, under 1990-talet, och visade vad som skulle vara en utskrift från ett möte mellan McGuinness och en person från MI6. McGuinness förkastade detta och hävdade att påståendena var "fullständigt nonsens".

## Fredskamp på export
Den 3 juli 2006 besökte Martin McGuinness med sin hustru de stridande parterna på ön Sri Lanka där han delade med sig sin politiska erfarenhet av fredliga lösningar på konflikter samt av reformer via fredliga förhandlingarnas väg.

## Polisreformator
McGuinness blev senare hårt kritiserad av den hårda kärnan av republikaner för sina eftergifter till förmån för reform för RUC vid överenskommelsen den tidigare kungliga polisstyrkan. Idag accepterar partiet att den brittiska polisen patrullerar katolska områden i Nordirland och man samarbetar även med polisen, vilket man inte gjort förut. Bland annat detta har lett till att de mindre nationalistpartierna på Irland ser Sinn Féin som förrädare och samarbetsmän.